# Norddeutscher Postbezirk

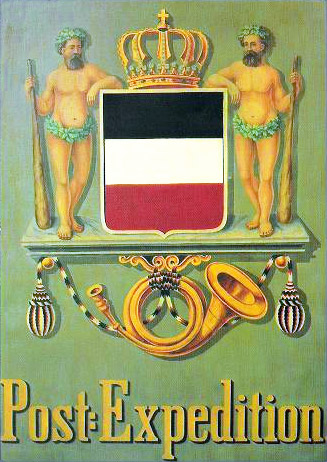
Posthausschild Norddeutsche Bundespost 1868–71

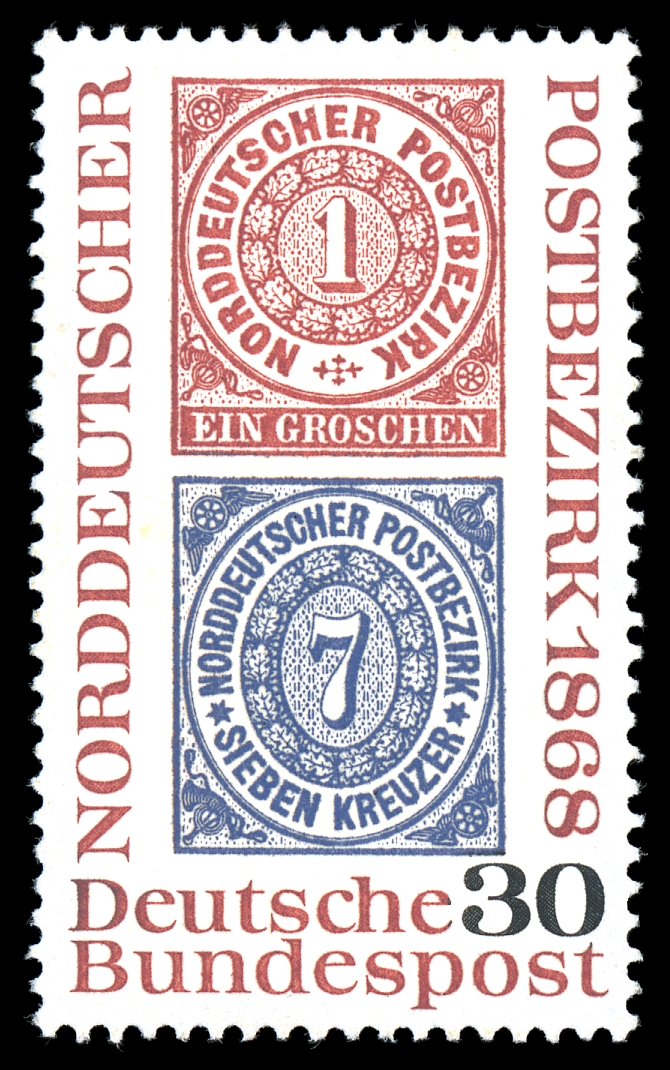
Briefmarke 1968
Einhundertster Jahrestag der Gründung des Norddeutschen Postbezirks

Der Norddeutsche Postbezirk wurde in Artikel 48 der Verfassung des Norddeutschen Bundes als einheitliche Staatsverkehrsanstalt für das Post- und Telegraphenwesen eingerichtet. Das Postgesetz, das Posttaxgesetz, das Reglement zum Taxgesetz und andere Verwaltungsgesetze des Norddeutschen Bundes traten am 1. Januar 1868 in Kraft. Der Norddeutsche Postbezirk bestand bis 1871 und war der Vorläufer der Reichspost.

## Umfang
Der Umfang des Norddeutschen Postbezirks wurde wie folgt beschrieben: „Das Bundesgebiet besteht aus den Staaten Preußen mit Lauenburg, Sachsen, Mecklenburg-Schwerin, Sachsen-Weimar, Mecklenburg-Strelitz, Oldenburg, Braunschweig, Sachsen-Meiningen, Sachsen-Coburg-Gotha, Anhalt, Schwarzburg-Rudolstadt, Schwarzburg-Sondershausen, Waldeck, Reuß ältere Linie, Reuß jüngere Linie, Schaumburg-Lippe, Lippe, Lübeck, Bremen, Hamburg und aus den nördlich vom Main gelegenen Teilen des Großherzogtums Hessen.“ Diejenigen Teile des Großherzogtums Hessen, welche dem Norddeutschen Bunde nicht angehörten, wurden postalisch mitverwaltet.

## Organisation

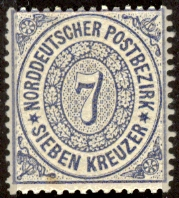
Briefmarke, 7 Kreuzer, 1868

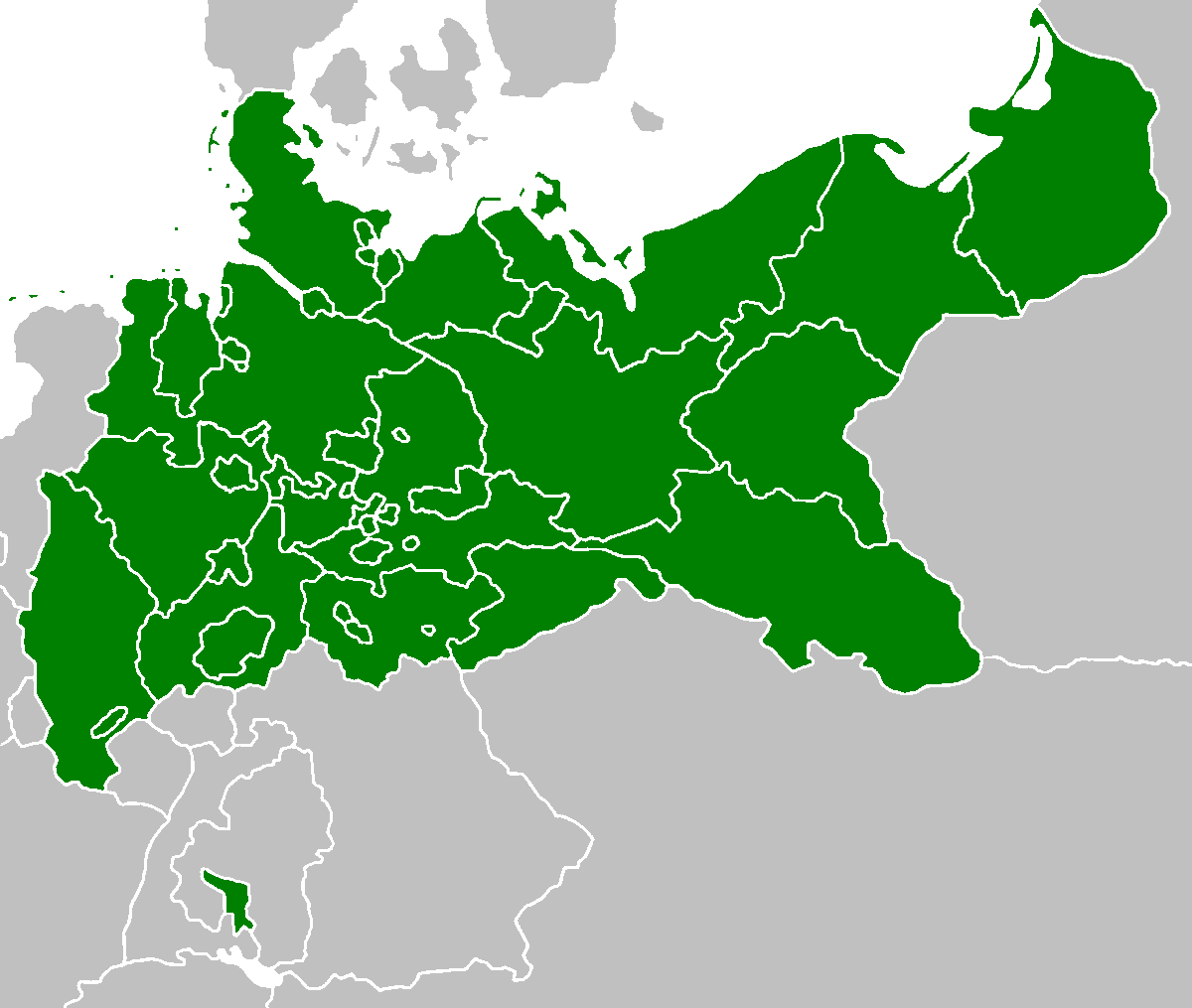
Ausdehnung des Norddeutschen Bundes 1868

Die Organisationsform der Post in Preußen wurde auf alle Bundesstaaten übertragen. Unter Leitung des Bundeskanzlers Otto von Bismarck wurde das Post- und Telegraphenwesen vom General-Postamt und der General-Direktion der Telegraphen verwaltet. Dem Generalpostamt waren die Oberpostdirektionen, die Ober-Postämter in Lübeck, Bremen und Hamburg mit ihren nachgeordneten Postanstalten untergeordnet. Alle Post- und Telegraphendienststellen erhielten die Eigenschaft einer Bundesbehörde. Die Einnahmen flossen in den Bundeshaushalt. Leiter des Postwesens war Heinrich von Stephan.
Neue Oberpostdirektionen entstanden zum 1. Januar 1868 in Braunschweig, Leipzig, Oldenburg und Schwerin. Am 10. Juni wurde die Oberpostdirektion Stralsund geschlossen. Im nächsten Jahr fielen die Oberpostdirektionen Minden (Westf.) zum 24. April und Bromberg zum 22. September weg. In Straßburg (Elsass, 1. Oktober 1870) und Nanzig (d. i. Nancy) (6. Oktober 1870) wurden vorläufige Oberpostdirektionen errichtet. Beide wurden am 13. Oktober 1870 nach Metz (Lothringen) verlegt. Kurz vor Ende des Norddeutschen Postbezirks erhielten die Oberpostdirektionen Aachen und Marienwerder den Aufhebungsauftrag zum 28. Dezember 1870.

## Briefpost

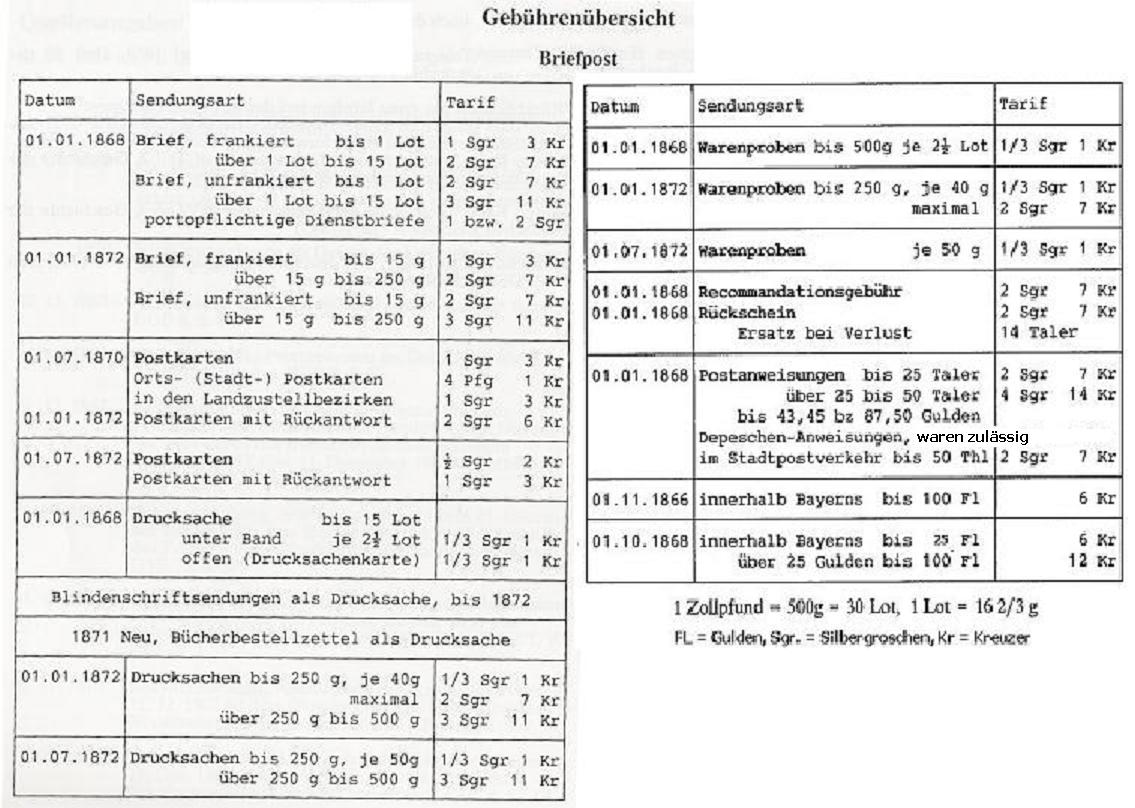
1868, Briefporto

Für Briefe gab es zwei Gewichtsstufen, bis 1 Zolllot zu 1 Silbergroschen (Sgr.) und darüber, bis zu 250 g, zu 2 Sgr. Für unfrankierte Briefe wurde ein Zuschlag von 1 Sgr. erhoben, es sei denn, es handelte sich um Dienstbriefe. Diese Dienstsachen mussten „durch ein von der Reichspostverwaltung festzustellendes Zeichen auf dem Kuvert vor der Postaufgabe erkennbar gemacht worden“ sein.
Die Einführung der Correspondenzkarte (Postkarte) erfolgte am 1. Juli 1870. Sie mussten mit 1 Sgr. bzw. 3 Kreuzern frankiert sein. Vordrucke konnten von der Post bezogen werden, sie waren (noch) mit Freimarken beklebt, Kosten = Wert des Postwertzeichens. Als Nebengebühren waren Einschreiben und Eilzustellung zugelassen.
Drucksachen mussten offen, unter Kreuzband oder zusammengefaltet eingeliefert werden und kosteten ⅓ Sgr. bzw. 1 Kr. je 2½ Lot. Außer der Adresse durfte nichts hinzugefügt werden, ab 1869 wurden kleine nachträgliche Korrekturen gestattet. Das Höchstgewicht betrug 250 g. Drucksachen mussten frankiert sein. Das Porto für Drucksachenkarten betrug ⅓ Sgr. bzw. 1 Kr.
Als Warenproben waren nur wirkliche Proben zugelassen. Sie mussten den Vermerk „Probe“ tragen. Das Höchstgewicht betrug 250 g. Warenproben mussten frankiert sein. Gebühr wie Drucksachen.

## Fahrpost

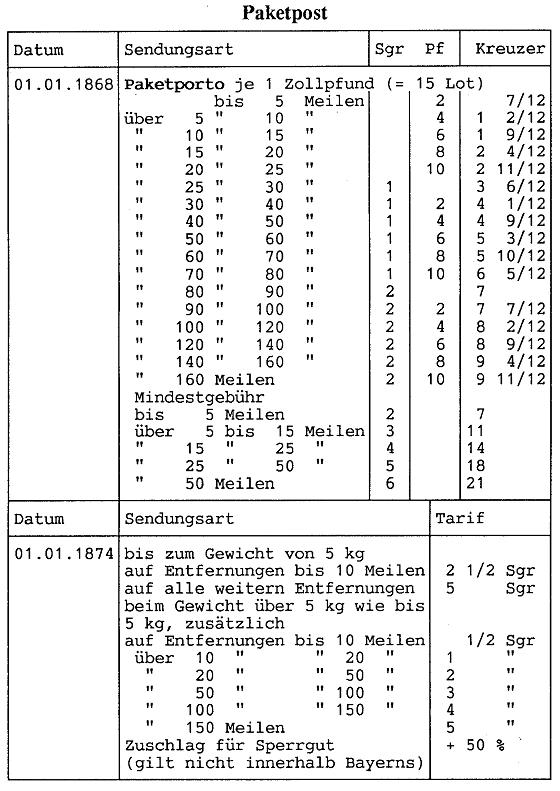
1868, Paketporto

Das Porto für Fahrpost wurde nach der Entfernung und nach dem Gewicht der Sendung erhoben. Die Entfernungen wurden nach geographischen Meilen bestimmt. Dazu war das Postgebiet in quadratische Taxfelder von höchstens zwei Meilen Seitenlänge eingeteilt. Eine Karte mit den Taxquadraten löste die vielen einzeln berechneten Entfernungstabellen ab. Der Abstand der diagonalen Kreuzungspunkte dieser Felder gab die gegenseitige Entfernung an, wobei die Orte innerhalb eines Taxquadrats als gleich entfernt angesehen wurden. Der kostenfreie Begleitbrief sollte nicht schwerer als 1 Lot sein. Für ein, durch Verschulden der Post, verloren gegangenes Paket wurden höchstens 1 Taler oder 1 Gulden je 500 g ersetzt. Neben dem errechneten Porto gab es eine Mindestgebühr zu beachten.
1874 wurde der Tarif umgestaltet. Man unterschied nun zwischen Paketen bis 5 kg, und schwereren Paketen. Für diese wurde ein Zuschlag je Kilogramm, gestaffelt nach 6 Entfernungsstufen, erhoben. Auf einem Begleitbrief durften mehrere Pakete gleicher Art, also nur gewöhnliche oder Wertpakete, gehören. Bei Wertsendungen war der Wert eines jeden Pakets anzugeben. Seit dem 13. Februar 1870 durften „Correspondenzkarten“ als Begleitbrief verwendet werden. Am 16. November 1873 wurden „Postpaketadressen“ (Paketkarten) eingeführt.

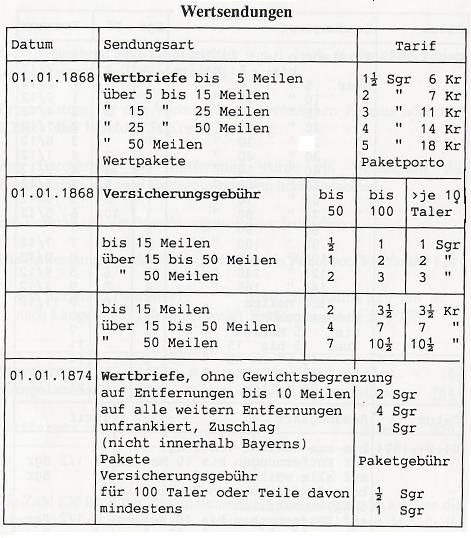
1868, Porto für Wertsendungen

Für Briefsendungen mit angegebenem Wert wurde das Porto für Briefe aber ohne Unterschied des Gewichts nach fünf Entfernungsstufen erhoben. Bei Paketen kam das übliche Paketporto zur Anrechnung, hinzu kam die Versicherungsgebühr. Für Summen über 1.000 Taler (1750 Gulden) wurde für den Mehrbetrag die Hälfte der Versicherungsgebühr erhoben.

## Nebengebühren
Die Zeitungsgebühr betrug 25 Prozent des Einkaufspreises, ohne Rücksicht auf die Seitenzahl. Eine Ermäßigung auf 12,5 Prozent gab es für Zeitungen, die seltener als viermal monatlich erschienen.
Unter Recommandation (Einschreiben) konnten Briefe, Drucksachen, Warenproben und Postkarten abgesandt werden. Für das Einschreiben wurden zusätzlich 2 Sgr. oder 7 Kr. verlangt. Es wurde ein Einlieferungsschein erteilt. Für die Rücksendung einer vom Empfänger auszustellende Empfangsbescheinigung konnte eine Retour-Recepisse (Rückschein), für zusätzliche 2 Sgr. oder 7 Kr. angefordert werden. Für eine verloren gegangene Einschreibsendung wurden 14 Taler ersetzt.
„Die Postverwaltung übernahm es, die Versendung von Geldern bis zu einem Betrag von fünfzig Talern oder siebenundachtzig und einen halben Gulden einschließlich, im Wege der Postanweisung zu bewirken“. Die Formulare mussten frankiert werden. Der Betrag wurde bei der Einlieferung eingezahlt und dem Empfänger wieder ausgezahlt. Für 25 Taler (43¾ Gulden) waren 2 Sgr. oder 7 Kr. darüber bis 50 Taler 4 Sgr. oder 14 Kr. zu zahlen. Im Ortspostverkehr wurde der Satz von 2 Sgr. oder 7 Kr. bis 50 Taler erhoben. Auf Verlangen konnten Postanweisungen auch telegraphisch befördert werden. Auf dem Telegramm war eine Mitteilung an den Empfänger zugelassen.
„Die Postverwaltung übernimmt es, Beträge bis zur Höhe von fünfzig Talern oder siebenundachtzig und einen halben Gulden einschließlich, von dem Adressaten einzuziehen und an den Absender auszuzahlen.“ Bei Transportkosten durften die Beträge überschritten werden. Diese Nachnahmen waren für Briefe, Drucksachen und Warenproben zulässig; sie durften nicht Eingeschrieben sein. Für Drucksachen und Warenproben galt dabei der Brieftarif. Diese Vorschrift fiel zum 13. Februar 1871 weg.
Für die Eilzustellung im Orts-Bestellbezirk wurden je Sendung 2½ Sgr. oder 9 Kreuzen erhoben. In den Land-Zustellbezirk der Postanstalt je Sendung und Meile 6 Sgr. / 21 Kreuzer, je ½ oder ¼ Meile entsprechend weniger.
Briefe an Soldaten bis zum Feldwebel waren bis zum Gewicht von 4 Lot (= 67 g) portofrei, sofern sie den Vermerk „Eigene Angelegenheit des Empfängers“ trugen. = Friedensregelung. Für Postanweisungen bis 5 Taler bzw. 8¾ Gulden galt der vergünstigte Tarif von 1 Groschen/3 Kreuzer. Pakete an Soldaten bis 6 Pfund kosteten 2 Groschen/7 Kreuzer. Alle anderen Sendungen unterlagen der normalen Portoabrechnung.
Das General-Postamt verfügte am 1. Oktober 1869 eine Nebengebühr für das „Einsammeln von Sendungen auf den Bestellgängen der Landbriefträger“ von ½ Silbergroschen. Diese Gebühr wurde nicht erhoben bei gewöhnlichen Briefen, Drucksachen und Warenproben sowie bei portofreien Sendungen.
Den portofreien Sendungen wirkte das Portofreiheitsgesetz vom 5. Juni 1869 entgegen, das am 1. Januar 1870 in Kraft trat. Dies war dringend nötig, denn im Jahre vorher waren dadurch der Post 3.855.000 Taler verloren gegangen. Die Portofreiheit beschränkte sich nur noch auf Dienstbriefe der Post und auf die Nichtzahlung der Zuschlaggebühr für unfrankierte Behördenbriefe sowie für Soldatenbriefe. Gemäß § 11 des Portofreiheitsgesetzes blieb der Bundes-Postverwaltung das Recht vorbehalten, mit Staatsbehörden Abkommen dahin zu treffen, dass von den Behörden an Stelle der Porto- und beziehungsweise Gebührenbeträge für die einzelnen Sendungen sog. Aversionalsummen zur Gebührenablösung gezahlt werden.
Die Gebühren für Sendungen mit Behändigungsschein (Insinuationsdokumente) wurden neu festgesetzt. Für außergerichtliche Verfügungen, oder Schreiben mit Insinuationsdokument (Behändigungsschein, Zustellurkunde) wurde je Zustellung, außer dem Bestellgeld, eine Gebühr von 3 Sgr. bzw. 11 Kreuzer erhoben. Geändert zum 1. Januar 1870 in „Schreiben mit Behändigungsschein“. Nun waren a) das tarifmäßige Porto für den Hinweg, b) eine Insinuations-Gebühr von 1 Sgr. oder 4 Kr. sowie c) das tarifmäßige Porto für die Rücksendung des Behändigungsscheins, und, falls erforderlich, d) ein Landbriefträgerbestellgeld von ½ Sgr. oder 2 Kreuzer, zu zahlen. Blieb die Sendung am Ort betrug die Insinuations-Gebühr 1 Sgr. oder 4 Kreuzer, ging sie in den Landbestellbezirk kam zum Landbriefträgerbestellgeld von ½ Sgr. oder 2 Kreuzer die Insinuations-Gebühr von 1 Sgr. oder 4 Kr.
Die Zeit der Norddeutschen Post endete am 31. Dezember. Am gleichen Tage wurde die Verfassung des Deutschen Bundes, die am 1. Januar 1871 in Kraft trat. Das Gesetz betreffend die Verfassung des Deutschen Reiches folgte am 16. April 1871.

## Fälschungen
Bei der 18-Kreuzer-Marke von 1871 sollte man darauf achten, dass sie nicht aus einer Marke mit durchstochener Zähnung von 1868 nachgezähnt wurde. Das trifft in geringerem Maße auch auf die Marke zu 2-Kreuzer zu, hier sind ebenfalls aus durchstochenen Marken hergestellte gezähnte Stücke bekannt. In solchen Fällen ist die Marke kleiner als im Original. Daneben gibt es noch eine Ganzfälschung der gezähnten 18-Kreuzer-Marke. Sie ist mit dem Wort „FACSIMILE“ auf der Vorderseite gekennzeichnet.

## Belege
1. ↑  Gesetz, betreffend die Portofreiheiten im Gebiet des Norddeutschen Bundes. Mit General-Verfügung Nr. 205 des General-Post-Amts vom 15. Dezember 1869 wurde die Ausführung des neuen Portofreiheits-Gesetzes im Amtsblatt der Norddeutschen Post-Verwaltung 1869 veröffentlicht, dort Nr. 79 S. 351 ff.